# Manuel Maria de Oliveira Ramos
Manuel Maria de Oliveira Ramos (Válega, Ovar, 29 de setembro de 1862 – Santa Isabel, Lisboa, 16 de outubro de 1931), professor na Faculdade de Letras da Universidade de Lisboa, notabilizou-se como crítico musical e de arte nos jornais de Lisboa e Porto, figurando o seu nome na toponímia de Lisboa (rua Dr. Oliveira Ramos).

## Biografia
Nasceu na freguesia de Válega, em Ovar. Era filho do jornalista e professor da instrução primária João de Oliveira Ramos, conhecido como o "Pai Ramos", e de Maria de Pinho Silveira, ambos também naturais da freguesia de Válega.
Estudou na Escola do Exército e seguiu a carreira militar. Licenciado pela Universidade de Coimbra, foi professor dos liceus. 
A 28 de maio de 1892, casou na igreja paroquial de Nossa Senhora da Vitória, no Porto, com Inês Chambers (Cedofeita, Porto, 9 de Outubro de 1870 – 23 de Junho de 1961), filha do professor inglês Charles Chambers, natural de Londres, e de Maria Júlia Chambers, natural da freguesia e concelho de Vila Nova de Gaia.
Em 1904, com a reforma do Curso Superior de Letras, tornou-se professor universitário, lecionando durante 26 anos História Geral e História de Portugal. 
Foi também professor no Colégio Militar e na Escola Normal Superior. Foi preceptor do príncipe real D. Luís Filipe de Bragança em História e Literatura.
Escreveu as obras:
- A Música Portuguesa (1881)
- A Baixela Barahona - Um Problema de Arte (1900)

Traduziu livros de Júlio Verne, bem como a História Universal, de G. Oncken, a História da Época dos Descobrimentos, de Sophus Ruge, e O Casamento de Fígaro, de Beaumarchais. 
Colaborou na Enciclopédia Portuguesa, de Maximiano Lemos, e na História da Literatura Portuguesa Ilustrada, dirigida por Forjaz Sampaio.
O seu nome consta na lista de colaboradores da revista  A Arte Musical  (1898-1915).
Morreu a 16 de outubro de 1931, aos 69 anos, em sua casa, na Calçada João do Rio (atual Calçada Engenheiro Miguel Pais), n.º 16, 1.º andar, freguesia de Santa Isabel, em Lisboa, vítima de cirrose hepática e insuficiência cardíaca.